# 해안관광로 (사천시)
해안관광로(Haeangwangwang-ro)는 경상남도 사천시 동서동 실안교차로 에서 사천시 남양동 남양사거리을 잇는 도로이다.

## 주요 경유지
경상남도
- 사천시 (동서동 . 남양동)

## 노선
| 이름        | 접속 노선               | 소재지 | 소재지 | 비고 |
| ----------- | ----------------------- | ------ | ------ | ---- |
| 실안 교차로 | 국도 제3호선 (사천대로) | 사천시 | 동서동 |      |
| 모충 교차로 | 국도 제3호선 (사천대로) | 사천시 | 남양동 |      |
| 충무교      |                         | 사천시 | 남양동 |      |
| 남양사거리  | 삼천포대교로            | 사천시 | 남양동 |      |